# Thằn lằn chân ngón Cúc Phương
Thằn lằn chân ngón Cúc Phương (danh pháp hai phần: Cyrtodactylus cucphuongensis), là một loài bò sát thuộc họ Tắc kè (Gekkonidae), được ông Ngô Văn Trí, một chuyên gia của Viện Sinh học Nhiệt đới Việt Nam và ông Chan Kin Onn, làm việc tại Bảo tàng Lịch sử Tự nhiên thuộc Đại học Kansas tại Hoa Kỳ phát hiện tại vườn quốc gia Cúc Phương và công bố vào ngày 9 tháng 12 năm 2011.
Thằn lằn chân ngón Cúc Phương là loài động vật đặc hữu của vườn quốc gia Cúc Phương. Loài thằn lằn này có những đốm đen viền vàng trên đầu, 5 hoặc 6 vạch rộng đen thẫm không đều trên lưng, viền vàng và những đốm đen hai bên hông. Những đốm đen cũng xuất hiện giữa chân trước và chân sau. Chiều dài thân trung bình của chúng vào khoảng 96 mm.